# Stephanite
La stephanite (simbolo IMA: Sph) è un minerale relativamente raro della classe dei minerali di "solfuri e solfosali" con la composizione Ag5[S|SbS3] e quindi chimicamente un solfuro complesso di argento-antimonio che appartiene strutturalmente ai solfosali.

## Etimologia e storia
La stephanite era già nota ai minatori nel Medioevo come un minerale ricco d'argento, ma con i nomi di sprödglaserz (in tedesco: minerale di vetro fragile), termine che fu adottato anche da Abraham Gottlob Werner (1789) nei suoi documenti mineralogici. Tuttavia, a causa di cambiamenti fonetico-linguistici, ai tempi di Werner glas (in tedesco: vetro) fu ancora cambiato in glanz (in tedesco: lucentezza), motivo per cui l'Handbuch der Mineralogie (1813) di Johann Friedrich Ludwig Hausmann usa il termine sprödglanzerz. Occasionalmente, circolavano anche termini come schwarzgülden(in tedesco: oro nero) oppure schwarzerz (in tedesco: minerale nero) in riferimento al colore spesso nero della stephanite.
Il minerale ricevette il nome di stephanite, valido ancora oggi, nel 1845 da Wilhelm Karl Ritter von Haidinger, che lo chiamò così in onore dell'arciduca Stefano d'Asburgo-Lorena.
La località tipo è considerata il distretto minerario di Freiberg in Sassonia. Non è noto un luogo di stoccaggio per il campione tipo del minerale.
Poiché la stephanite era conosciuta e riconosciuta come specie minerale a sé stante molto prima della fondazione dell'Associazione Mineralogica Internazionale (IMA), questa è stata adottata dalla sua Commissione per i nuovi minerali, la nomenclatura e la classificazione (CNMNC) e si riferisce alla stephanite come un cosiddetto minerale "grandfathered" (G).

## Classificazione
Già nell'obsoleta 8ª edizione della sistematica minerale secondo Strunz, la stephanite apparteneva alla classe minerale dei "solfuri e solfosali" e lì alla sottoclasse dei "solfuri complessi (solfosali)", dove insieme ad alaxite (screditata come miscela minerale), pearceite di antimonio, polibasite di arsenico (riclassificata come politipo della pearceite), pearceite, polibasite, benjaminite, smithite, tapalpite (screditato come miscela minerale) e trechmannite formava il sistema nº II/D.03.
Nella Sistematica dei lapis (Lapis-Systematik) di Stefan Weiß, che è stata rivista e aggiornata l'ultima volta nel 2018 e che si basa ancora su questa vecchia forma di classificazione di Strunz per rispetto verso i collezionisti privati e delle collezioni istituzionali, al minerale è stato assegnato il sistema e il minerale nº II/E.06-010. In questa Sistematica ciò corrisponde anche alla classe "Solfosali (S:As,Sb,Bi = x)", dove la stephanite forma un gruppo indipendente, ma senza nome, insieme ad arcubisite, fettelite e selenostephanite.
Anche la 9ª edizione della sistematica minerale di Strunz, che è stata aggiornata l'ultima volta dall'Associazione Mineralogica Internazionale (IMA) nel 2024, classifica la stephanite nella classe "2. Solfuri e solfosali (solfuri, seleniuri, tellururi; arseniuri, antimoniuri, bismuturi; solfoarseniuri, solfoantimonuri, solfobismuturi, ecc.)"; da lì viene elencata nella sottoclasse "2.G Solfoarseniuri, solfoantomoniuri, solfobismuturi" e successivamente, in base alla struttura cristallina e all'eventuale presenza di zolfo aggiuntivo nella formula, nella suddivisione più fine "2.GB Neso-solfoarseniuri, ecc. con S aggiuntivo", dove forma il gruppo 2.GB.10 insieme a selenostephanite.
La classificazione dei minerali secondo Dana, che viene utilizzata principalmente nel mondo anglosassone, classifica la stephanite nella classe dei "solfuri e solfosali" e lì nella sottoclasse dei "solfosali"; la si trova elencata insieme a selenostephanite nel "gruppo della stephanite" con il sistema nº 03.02.04 all'interno della suddivisione dei "solfosali con il rapporto z/y = 4 e la composizione (A+)i(A2+)j[ByCz], A = metalli, B = semimetalli, C = non metalli".

## Abito cristallino
La stephanite cristallizza nel sistema ortorombico nel gruppo spaziale Cmc21 (gruppo nº 36) con i parametri reticolari a = 7,84 Å, b = 12,47 Å e c = 8,54 Å oltre a quattro unità di formula per cella unitaria.

## Caratteristiche chimico-fisiche
Bruciata sul carbonio al cannello a soffiatura, la stephanite prima si rompe e poi si scioglie, formando un grumo di ossido di antimonio(III) (Sb2O3). Sciolto con il carbonato di sodio, si forma un grumo d'argento. La stephanite viene decomposta dall'acido nitrico (HNO3) diluito precipitando zolfo e ossido di antimonio(III).
- Pleocroismo: molto debole, da bianco a rosa-bianco[2][1]
- Peso molecolare: 289,39 gm[2]
- Indice di fermioni: 0,0012186912[2]
- Indice di bosoni: 0,9987813088[2]
- Fotoelettricità: 227,71 barn/elettroni[2]
- Anisotropismo: forte, bianco grigio[1]

## Origine e giacitura
La stephanite si forma idrotermalmente nelle zone di faglia geologicamente attive della crosta terrestre. Lì si trova principalmente nei depositi d'argento, accompagnato da acantite, galena, argento nativo, proustite, pirargirite, pirite, sfalerite e tetraedrite.
Essendo una formazione minerale relativamente rara, la stephanite può essere abbondante in alcuni luoghi in vari siti, ma nel complesso non è molto comune. In tutto il mondo, finora sono stati documentati circa 670 siti per la stephanite a partire dal 2021. Oltre alla sua località tipo di Freiberg, dove il minerale è stato trovato in molti pozzi nella zona circostante, è stata anche trovata in diverse miniere della Germania vicino ad Annaberg-Buchholz, Johanngeorgenstadt, Marienberg, Bärenstein e Schneeberg in Sassonia, nonché in molti altri luoghi nel Baden-Württemberg, Baviera, Assia, Renania Settentrionale-Westfalia e Bassa Sassonia.
In Italia cristalli di circa 0,5 cm di diametro, accompagnati da calcite, sono stati rinvenuti nelle miniere di Baccu Arrodas, a Monte Narba, Baccu site nel Sarrabus-Gerrei, a Muravera, e in quella di Giovanni Bonu, a San Vito, in provincia di Cagliari.
In Austria, la stephanite è stata trovata in alcuni siti della Carinzia, del Salisburghese e della Stiria, mentre in Svizzera sono noti solo pochi siti nel Canton Vallese (Binntal, Lötschental, Martigny).
Noti per gli straordinari ritrovamenti di stephanite con cristalli di diversi centimetri di dimensioni sono Příbram (in Boemia Centrale) e Jáchymov (nella Repubblica Ceca), così come la miniera di Chispas vicino ad Arizpe nello stato di Sonora (Messico).
Altri siti sono sparsi per il mondo in diversi Paesi.

## Utilizzi
A causa del contenuto di argento fino al 68%, la stephanite è un importante minerale d'argento.

## Forma in cui si presenta in natura
La stephanite di solito sviluppa cristalli corti, da prismatici ad aghiformi e a strisce longitudinali, ma anche aggregati minerali a forma di rosetta e a gradini o massicci di colore da grigio piombo a nero-ferro, con colore dello striscio nero. Nell'aria, di tanto in tanto si appanna diventando nera opaca o assumendo colori vivaci. Le superfici dei campioni freschi hanno una lucentezza metallica.